# Asteralobia solidaginis
Asteralobia solidaginis är en tvåvingeart som beskrevs av Nikolai Vasilevich Kovalev 1964. Asteralobia solidaginis ingår i släktet Asteralobia och familjen gallmyggor. Inga underarter finns listade i Catalogue of Life.